# Stadio Jan Breydel
Lo stadio Jan Breydel (fr. Stade Jan-Breydel, fiamm. Jan Breydel Stadion ) è uno stadio calcistico di Bruges, in Belgio.
Costruito nel 1974, ospita le gare casalinghe di campionato e di coppa del Club Bruges e del Cercle Bruges, e tra il 1997 e il 1998 venne ristrutturato in occasione del Campionato europeo di calcio 2000.

## Campionato europeo di calcio 2000
- Francia -  Danimarca 3-0 (Gruppo D, 11 giugno)
- Rep. Ceca -  Francia 1-2 (Gruppo D, 16 giugno)
- Jugoslavia -  Spagna 3-4 (Gruppo C, 21 giugno)
- Spagna -  Francia 1-2 (Quarti di finale, 25 giugno)